# A Quế
A Quế (tiếng Mãn: ᠠᡤᡡᡳ, chuyển tả: agūi, tiếng Trung: 阿桂; bính âm: Āguì, 7 tháng 9 năm 1717 - 10 tháng 10 năm 1797), tên tự Quảng Đình (廣廷), Vân Nham (云岩), hiệu Vân Nhai (云崖), thất danh Đức Ấm đường (德荫堂), ông là tướng lĩnh nhà Thanh dưới thời Càn Long. Ông xuất thân trong gia tộc Chương Giai thị, vốn thuộc Mãn Châu Chính Lam kỳ, sau nhờ có công bình định Hồi bộ đổi thành Chính Bạch kỳ.

## Thân Thế
A Quế sinh vào ngày 3 tháng 8 (âm lịch) năm Khang Hi thứ 56 (1717) tại Thuận Thiên phủ của Bắc Kinh. Cha ông là Đại học sĩ A Khắc Đôn (阿克敦), con trai của Binh bộ Thượng thư A Tư Cáp (阿思哈).
Tổ tiên bảy đời của ông là Mục Đô Ba Nhan (穆都巴颜), ban đầu cư trú tại Nga Mục Hòa Đô Lỗ (俄穆和都鲁) ở Trường Bạch Sơn. Thoạt đầu, ông theo học thầy Thẩm Đồng, nhờ ân trạch của phụ thân mà ông được làm Tự thừa của Đại lý tự, đến năm Càn Long thứ 3 (1738), ông đậu Cử nhân.

## Cuộc đời
Năm Càn Long thứ 4 (1739), ông nhậm chức Chủ sự ở Hộ bộ. 1 năm sau thăng Viên ngoại lang. Năm thứ 8 (1743), ông tiếp tục thăng làm Lang trung, đảm nhiệm Quân cơ Chương kinh (军机章京). Cùng năm, ông được điều làm Lang trung Nhan liêu khố của Hộ bộ. Năm thứ 10 (1745), lại tiếp tục điều làm Lang trung Ngân khố. Năm thứ 11 (1746), vì kho hàng bị trộm , ông bị giáng tội thất trách, giáng chức xuống Lại bộ Viên ngoại lang. Năm thứ 13 (1748), khi A Quế đang lãnh binh trong chiến dịch Đại Tiểu Kim Xuyên (diễn ra tại A Bá, Tứ Xuyên ngày nay), Nhạc Chung Kỳ đã tố cáo ông "câu kết với Trương Quảng Tứ, che giấu Nột Thân", ông bị bắt giữ tra hỏi. Năm thứ 14 (1749), Càn Long Đế niệm tình A Khắc Đôn đã lớn tuổi, nhiều năm cần cù, lại chỉ có con trai là A Quế, hơn nữa tội của A Quế không thể xem như là làm hỏng quân tình, liền hạ chỉ khoan thứ. Năm thứ 17 (1752), Càn Long Đế sai ông đi thay quyền Giang Tây Án sát sứ, cùng năm thì chính thức nhậm chức.
Năm thứ 18 (1783), ông được triệu về kinh, nhậm chức "Nội các Thị độc học sĩ". Năm thứ 20 (1755), ông được đề bạt giữ chức Nội các Học sĩ kiêm hàm Lễ bộ Thị lang, được trấn áp cuộc nổi dậy của người Hồi giáo ở Tân Cương, từng tham gia bình định Chuẩn Cát Nhĩ. Năm thứ 21 (1756), vì A Khắc Đôn qua đời, A Quế gặp đại tang phải quay về kinh. Cùng năm, ông thay quyền Phó Đô thống Mãn Châu Tương Lam kỳ, nhậm chức Tham tán đại thần, Phó Đô thống Mông Cổ Tương Hồng kỳ, trấn thủ ở Tây Bắc Đại Thanh. Năm thứ 22 (1757), ông được điều làm Công bộ hữu Thị lang. Năm thứ 23 (1758), do có quân công nên ông được ban thưởng "Hoa linh". Năm thứ 24 (1759), ông nhậm chức A Khắc Tô bạn sự Đại thần, theo Triệu Huệ đi trấn áp loạn Đại Tiểu Hòa Trác; đến mùa đông năm đó, ông từ A Khắc Tô di trú đến Y Lê, nhậm chức Phó Đức quân doanh Tham án Đại thần, chịu trách nhiệm tổ chức đồn điền.
Năm thứ 25 (1760), ông được thăng làm Bạn sự Đại thần, ban hàm Đô thống. Đến năm thứ 26 (1761), A Quế thượng tấu nói thỉnh cầu triều đình chiêu nạp người Hồi đến Y Lê mở rộng đồn điền. Cùng năm, ông trở về Bắc Kinh, được phong làm Nội đại thần, nhậm chức Công bộ Thượng thư, được vào Nghị chính xứ hành tẩu, kiêm chức Đô thống Hán quân Tương Lam kỳ. Năm thứ 27 (1762), nhờ xử lý mọi chuyện ở Y Lê tốt, ông được ban thế chức "Kỵ đô úy", được quyền cưỡi ngựa vào Tử Cấm Thành. Năm thứ 28 (1763), ông được vào Quân cơ xứ hành tẩu, nhậm chức Kinh diên Giảng quan, Đô thống Mãn Châu Chính Hồng kỳ, được ban hàm Thái tử Thái bảo. Năm thứ 29 (1764), ông lần lượt thay quyền Y Lê Tướng quân và Tứ Xuyên Tổng đốc. Cùng năm, ông chính thức nhậm chức Tứ Xuyên Tổng đốc. Đến năm sau, A Quế nhậm chức Tháp Nhĩ Ba Cáp Đài Tham tán Đại thần ở Tân Cương, ông cho xây Tuy Tĩnh thành. 
Năm thứ 32 (1767), ông chính thức nhậm chức Y Lê Tướng quân (伊犂将军). Năm thứ 33 (1768), nhậm chức Binh bộ Thượng thư, Vân Quý Tổng đốc, tham gia Chiến tranh Thanh - Miến. Ông đồng thời cũng nhiều lần thị sát đê Hoàng Hà, công trình đê biển Giang Chiết. Năm thứ 34 (1769), ông nhậm chức Chính Bạch kỳ Lĩnh thị vệ Nội đại thần, tạm thay quyền Vân Quý Tổng đốc. Cùng năm, ông nhậm chức Lễ bộ Thượng thư. Năm thứ 35 (1770), ông kiêm chức Đô thống Hán quân Tương Hồng kỳ, nhậm Nội đại thần. Năm thứ 36 (1771), ông thay quyền Tứ Xuyên Đề đốc. Năm thứ 37 (1772), A Quế được phong làm Định Biên hữu Phó tướng quân, xuất chinh lần thứ ba trong chiến dịch Đại Tiểu Kim Xuyên.
Năm thứ 38 (1773), lần thứ hai ông nhậm chức Lễ bộ Thượng thư, tiếp tục vào Nghị chính xứ hành tẩu, được ban hàm Thái tử Thiếu bảo. Cùng năm, ông nhậm chức Định Tây Tướng quân, cùng với Phó tướng Minh Lượng, Phong Thăng Ngạch, Tham tán Đại thần Thư Thường chỉnh lý quân vụ, một lần nữa xuất chinh đánh Cát Nhĩ Lạp. Sau khi quay về, ông được điều làm Hộ bộ Thượng thư. Năm thứ 39 (1774), ông một lần nữa được ban hàm Thái tử Thái bảo, trở thành Ngự tiền Đại thần. Năm thứ 40 (1775), ông được điều làm Tương Hoàng kỳ Lĩnh thị vệ Nội đại thần. Năm thứ 41 (1776), quân Thanh bình định được Kim Xuyên, ông ban cho "tử cương" (dây cương ngựa màu tím), được chiếu phong là "Nhất đẳng Thành Mưu Anh Dũng công", thăng chức Hiệp bạn Đại học sĩ, Lại bộ Thượng thư, Đô thống Mãn Châu Chính Hồng kỳ, vào Quân cơ xứ hành tẩu, được phép cưỡi ngựa trong Tử Cấm Thành.
Năm thứ 42 (1777), A Quế nhậm chức Võ Anh điện Đại học sĩ (武英殿大学士), quản lý Lại bộ kiêm Đô thống Mãn Châu Chính Hồng kỳ. Không lâu sau, ông lại được điều làm Đô thống Mãn Châu Tương Bạch kỳ. Cùng năm, ông lần lượt nhậm chức Ngọc điệp quán Tổng tài, Quốc sử quán Tổng tài, Tứ khố Toàn thư quán Tổng tài, chịu trách nhiệm biên soạn Ngọc điệp của nhà Thanh, Quốc sử và Tứ khố toàn thư. Ông tiếp tục nhậm chức quản lý Văn Uyên các, Kinh diên Giảng quan, Đô thống Mãn Châu Tương Hoàng kỳ, quản lý Tam khố của Hộ bộ. Năm thứ 43 (1778), ông trở thành Độc quyển quan của kì thi Đình. Cùng năm, ông quản lý sự vụ Lý phiên viện, thay quyền Binh bộ Thượng thư, Tổng Am đạt thượng hành tẩu.
Năm thứ 45 (1780), ông kiêm chức Hàn Lâm viện Chưởng viện Học sĩ, đứng đầu Hàn lâm viện, chịu trách nhiệm giảng dạy cho Thứ Cát sĩ, nhậm Nhật giảng Khởi cư chú quan. Cũng trong năm này, lần thứ hai ông trở thành Độc quyển quan của kì thi Đình. Năm thứ 46 (1781), nổ ra khởi nghĩa Tô Tứ Thập Tam ở Cam Túc, A Quế cùng Hòa Thân đốc quân trấn áp. Năm thứ 48 (1783), ông quản lý sự vụ Hình bộ. Năm thứ 49 (1784), thế chức của ông được thăng lên Khinh xa Đô úy. Năm thứ 51 (1786), ông chịu trách nhiệm Tổng lý sự vụ Binh bộ. Năm thứ 52 (1787), ông thay quyền Đô thống Mông Cổ Chính Hoàng kỳ. Cùng năm, lần thứ ba ông chịu trách nhiệm làm Độc quyển quan của kì thi Đình, tiếp tục giảng dạy Thứ Cát sĩ. Năm thứ 54 (1789), ông trở thành Tổng Sư phó của Thượng Thư phòng. Năm Gia Khánh thứ 2 (1797), ngày 21 tháng 8 (âm lịch), A Quế bệnh mất tại Bắc Kinh, được truy thụy là Văn Thành (文成), tặng hàm Thái bảo, được phối hưởng thờ trong Thái miếu của nhà Thanh và đưa vào thờ tự trong Hiền Lương từ.

## Tác phẩm
- 15 quyển "Quân nhu tắc lệ" (军需则例)

## Gia quyến
- Ông nội: Binh bộ Thượng thư A Tư Cáp (阿思哈, tiếng Mãn: ᠠᠰᡥᠠ, chuyển tả: Asha, ? - 1669), làm quan dưới triều Thuận Trị.
- Cha: Đại học sĩ A Khắc Đôn (阿克敦, 1685 - 1756), là nguyên lão tam triều, phục vụ dưới triều Khang Hi, Ung Chính, Càn Long.
- Con trai:
  - A Địch Tư (阿迪斯), có bốn con trai bao gồm Na Ngạn Chiêm (那彥瞻), Na Ngạn Trụ (那彥柱), Na Ngạn Phúc (那彥福), Na Ngạn Kham (那彥堪) và một con gái là Đích thê của Bối tử Miên Phổ – con trai của Bối lặc Vĩnh Ái.
  - A Tất Đạt (阿必達), có một con trai là Na Ngạn Thành (那彥成).
- Con gái: Chương Giai thị, Đích thê của Phụng ân Phụ quốc công Hoằng Dung (弘曧), con trai thứ 8 của Trang Khác Thân vương Dận Lộc. Có 2 con trai Vĩnh Phiên (永蕃) và Vĩnh Ngạc (永萼).